# Remontage

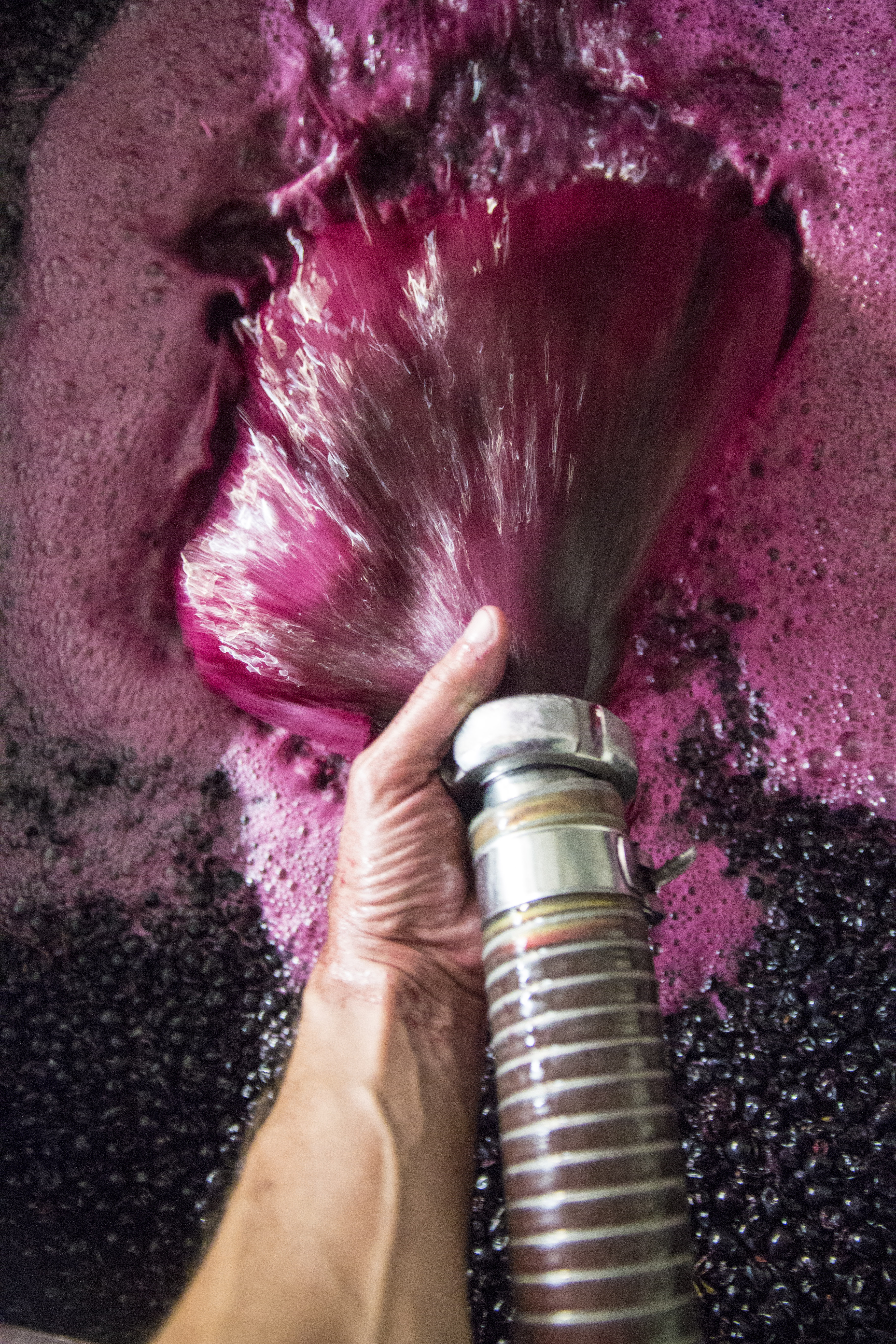
Remontage avec aération du vin.

Le remontage est une technique utilisée principalement pour l'élaboration du vin.
Le principe d'un remontage, consiste à prendre le moût depuis le fond d'un contenant pour le renvoyer au sommet. Cela s'effectue principalement par une opération de pompage d'une cuve. Il sert à l'homogénéisation, l'oxygénation et surtout l'extraction.

## Objectif
Le remontage répond à plusieurs nécessités, majoritairement pendant la macération des raisins, mais aussi pour l'ensemble des étapes de vinification.

### Homogénéisation

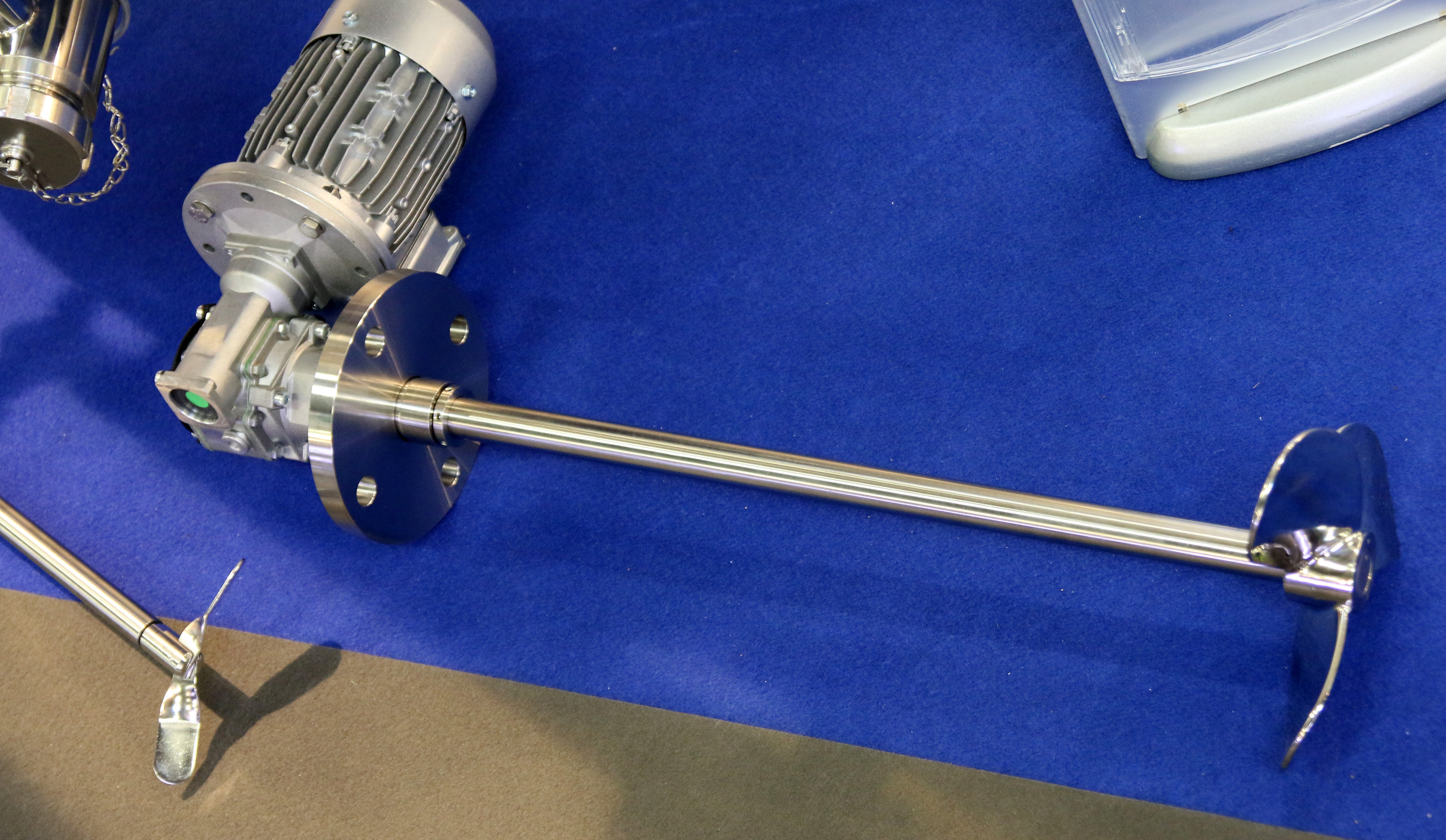
Agitateur motorisé pour homogénéisation des cuves.

L'homogénéisation de la cuve est une opération nécessaire lors de l'ajout d'intrant œnologique. Il est réalisé pendant les vinifications dans le cas d'une chaptalisation (au sucre ou au moût concentré rectifié), en cas de levurage, d'addition de nutriments (azote), d'acidification, de désacidification, de sulfitage, ou de collage.
Pour réaliser un remontage d'homogénéisation, on utilise une pompe connectée à deux vannes de la cuve, ou à l'ouverture supérieure.
Une alternative au remontage pour l'homogénéisation est le brassage, manuel ou mécanique, qui dans ce cas peut être effectué avec un agitateur.

### Vinification
Il peut être pratiqué pour tous les vins à des fins d'oxygénation.
Il est cependant très majoritairement utilisé pour la vinification des vins rouges, il peut également l'être pour les vins blancs lors de macération pelliculaire. Les fractions liquides, solides, et gazeuses se retrouve même temps dans la cuve, en forme de strates, dépendant du ratio jus/pellicule. Le liquide finit par se retrouver dans le bas de la cuve tandis que la partie solide est repoussée au dessus par le gaz carbonique produit lors de la fermentation. Cet état de phases séparées a pour effet une limitation des zones de contact entre les parties solide et liquide. Le remontage permet de mélanger ces phases, et ainsi de favoriser l'extraction.

#### Extraction des matières
Le but principal du remontage est d'extraire au mieux les molécules intéressantes des fruits subissant une fermentation alcoolique (tanins, précurseurs d'arômes, molécules colorantes présentes essentiellement dans les premières couches de cellules des peaux de raisin).
Le chapeau de marc qui contient ces peaux de raisins étant remonté naturellement au haut de la cuve dès le début de la fermentation, sans remontage, seule une petite partie des raisins toucherait ce moût. L'homogénéisation augmente donc l'échange. De plus le remontage permet de mouiller le chapeau de marc avec du jus alcoolisé et chargé en CO2 et ainsi de protéger ce chapeau de l'oxydation et des attaques de micro-organismes aérobies.
- Lessivage du marc : Le marc flotte sur le moût. Le marc contient, dans les pellicules du raisin, les anthocyanes responsables de la couleur du vin et les tanins. En faisant couler le moût à travers le marc, le vinificateur enrichit le futur vin par dissolution des éléments souhaités. Ces tanins et anthocyanes assurent la qualité gustative du vin et augmentent également son potentiel de vieillissement.

##### Opérations d'extraction similaires
- Délestage : Le moût qui s'écoule de la cuve est stocké dans une autre cuve. La totalité du moût est soutirée de la cuve. Le marc s'égoutte et s'écrase sous son propre poids. Le moût est ensuite renvoyé à gros débit dans la cuve en arrosant la surface du marc pour bien l'humidifier. La violence du jet casse le marc.
- Pigeage : au lieu d'inonder le marc en faisant remonter le moût, on enfonce le marc dans le moût en l'émiettant. Cette opération était traditionnellement réalisée pied nu par les vinificateurs. Elle est aujourd'hui faite par des pigeurs automatiques. Cette méthode est plus particulièrement adaptée aux cépages fragiles vis-à-vis de l'oxygène. C'est une tradition bourguignonne.

#### Humidification du marc
Lors de la fermentation, si on laisse le marc se dessécher, il y a présence d'un risque de piqûre acétique. Les bactéries acétiques se développent à l'air, en présence d'oxygène et une partie de l'alcool est transformé en vinaigre. La cuve entière risque d'être impropre à la consommation si la contamination se généralise. Cette humidification est nécessaire à la fin de la fermentation alcoolique, quand le dégagement de CO2 n'est plus suffisant pour le protéger.

#### Oxygénation
Lors d'un remontage, le moût peut être exposé à l'air volontairement pour le charger en oxygène, généralement lors de l'aspersion du chapeau de marc. Cette oxygénation peut répondre à plusieurs problématiques.
- L'oxygénation du moût est une opération qui sert à fournir de l'oxygène aux levures. L'oxygène permet aux levures de se développer et de fermenter les sucres du moût. Leur mortalité est plus faible et la fermentation plus complète et rapide.
- L'apport d'oxygène directement aux composés du moût permet à certains cépages de stabiliser leur couleur : les anthocyanes se polymérisent avec des tanins en présence d'oxygène.
- La fermentation est une phase réductive, l'apport d'oxygène permet également d'éviter les odeurs de réduit, sur la Syrah par exemple.

Cette oxygénation peut sembler contradictoire, le moût a besoin d'apports ponctuels d'oxygène qui sera partiellement consommé par les levures, alors que le marc doit être protégé de l'oxygène à long terme pour éviter le développement de bactéries acétiques. Lorsque la fin de fermentation approche, la quantité de CO2 dissous diminue, et l'excès d'oxygène peut-être néfaste et oxyder irrémédiablement le futur vin.

## Mode opératoire en vinification
Il existe plusieurs modes opératoires consistant à pomper le vin en bas d'une cuve pour l'asperger au-dessus sur le chapeau de marc. Une cuve possède souvent une ou plusieurs vannes dans sa partie basse. Le vinificateur ouvre cette vanne, le liquide peut alors se déverser dans un récipient ouvert, il pompe le moût en aspergeant le marc avec un tuyau. Le remontage à l'air se fait avec un récipient évasé favorisant l'oxygénation du moût. Pour faire une oxygénation forcée, le vinificateur peut utiliser une vitesse de pompage supérieure au débit du robinet ouvert. Ainsi, la pompe aspire de l'air avec le moût. Le vinificateur peut également connecter le tuyau de la pompe directement à la vanne, sans passer par un bac favorisant l'oxygénation.
Pour homogénéiser un collage, une pompe à colle peut être utilisée. Cette pompe utilise l'effet venturi. Un tuyau de petit diamètre s'embranche sur le tuyau à vin juste avant la pompe. La dépression créée par l'aspiration de la pompe entraîne la colle avec un faible débit et le passage dans la pompe assure un mélange homogène.
Le liquide peut être pompé via un drain plongé dans la cuve, ou par une vanne en bas de la cuve, elle-même protégée par un drain à l’intérieur. Cela permet d'éviter le passage de pépins et pellicules dans la pompe.

## Matériel

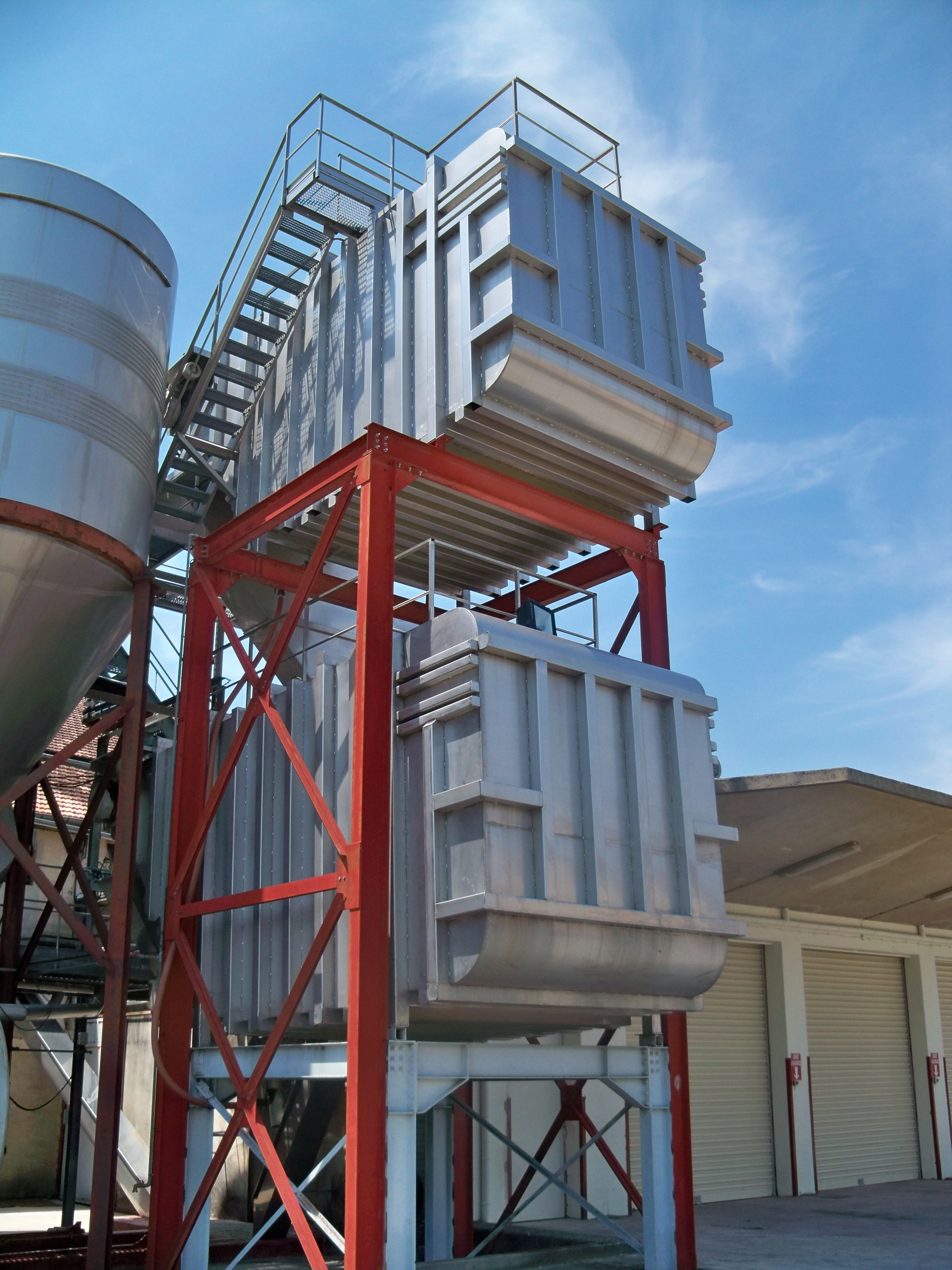
Cuves auto-vidantes Fabbri permettant le remontage par entraînement du chapeau de marc.

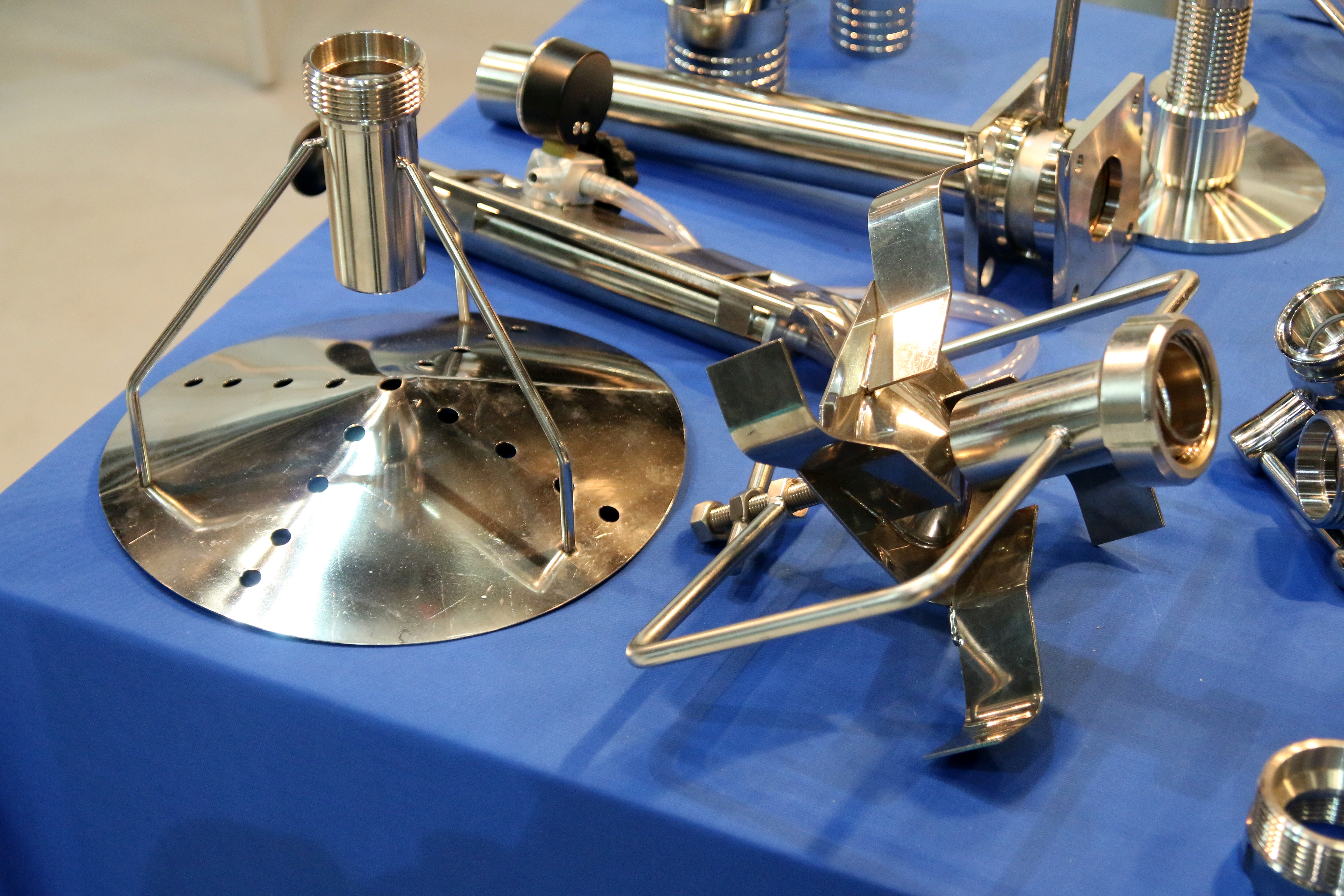
Disperseurs fixes et rotatifs.

- Pompe à vin : c'est le procédé le plus ancien et le plus courant.
- Disperseur : Il en existe deux types, fixe ou rotatif.
  - Fixe : aussi appelé « chapeau chinois » par sa forme, cette pièce en acier inoxydable, en forme de cône très évasé se branche à la sortie du tuyau. Elle disperse le moût sur le marc afin de mouiller toute la surface. Elle a deux utilités : elle remplace un opérateur chargé de remuer le tuyau en haut de la cuve et pour les cépages fragiles évite d'extraire trop de tanins (risque de goûts herbacés).
  - Rotatif : avec son inertie en arrivant dans les pales du disperseur, le vin fait tourner l'ensemble et permet d'asperger l’ensemble de la cuve.
- Turbine de remontage : il s'agit d'un tuyau rigide en acier inoxydable de grand diamètre (15 à 25 cm) que l'on enfonce à travers le marc. Une pompe intégrée aspire le moût pour inonder le marc. Ce matériel fait gagner beaucoup de temps, car il réalise en quelques minutes une opération d'habitude coûteuse en temps de réalisation et de mise en place.
- Canne de remontage : Il s'agit d'une canne rigide en acier inoxydable reliée à un compresseur à air ou à une bonbonne de gaz sous pression (oxygène, azote, gaz carbonique). La canne sert à transpercer le marc. L'action du gaz comprimé fait bouillonner la vendange et noie le marc dans le moût.
- Grille inoxydable : Cette grille est installée sur le marc lors d'un délestage. Lors du remontage qui suit, la grille empêche le marc de flotter, le maintenant en immersion.